# Joshua Furno
Pour les articles homonymes, voir Furno.
Pas d'image ? Cliquez ici

a Compétitions nationales et continentales officielles uniquement.

b Matchs officiels uniquement.
Dernière mise à jour le 7 juin 2024.
Raffaele Joshua Furno, né le 21 octobre 1989 à Melbourne, est un joueur d'origine australienne et de nationalité italienne de rugby à XV qui joue aux postes de troisième ligne aile et deuxième ligne.

## Biographie
En août 2020, il s'engage au Bidart Union Club en Régionale 1. En février 2021, il retrouve le Biarritz olympique en tant que joker médical d'Evan Olmstead.
Il s'engage au Stado Tarbes Pyrénées rugby pour la saison 2021-2022, mais met prématurément un terme à sa carrière en août 2021. Finalement, il s'engage en tant que joker médical de Bence Roth à l'US bressanne en Pro D2 en janvier 2022.
Après une saison en Italie, il fait son retour en France et s'engage à l'intersaison 2023 avec l'US Dax, tout juste promue en Pro D2, pour une durée de deux saisons. Néanmoins, il demande à être libéré de sa dernière année de contrat ; le club accède à sa demande sous condition de ne pas rejoindre un autre club de Pro D2,.

## Statistiques en équipe nationale
Au 27 octobre 2018, Joshua Furno compte 37 sélections depuis sa première sélection le 20 août 2011 contre l'Écosse. Il a inscrit dix points, deux essais. 
Furno participe à six éditions du Tournoi des Six Nations en 2012, 2013, 2014, 2015, 2016 et 2017.
Furno participe à une édition de la Coupe du monde. En 2015, il joue lors de quatre rencontres, face à la France, le Canada, l'Irlande et la Roumanie.